# Xanthia fasciata
Xanthia fasciata är en fjärilsart som beskrevs av Vladimir Stepanovich Kononenko 1978. Xanthia fasciata ingår i släktet Xanthia och familjen nattflyn, Noctuidae. Inga underarter finns listade i Catalogue of Life.